# Tarvisio
Ne doit pas être confondu avec Trévise.
Tarvisio (en frioulan et allemand : Tarvis ; en slovène : Trbiž) est une commune d'environ 4 000 habitants de la province d'Udine, dans la région autonome du Frioul-Vénétie Julienne en Italie. La ville se trouve à l'extrémité nord-est de la région, près du tripoint Italie - Autriche - Slovénie. C'est une station internationale de sports d'hiver et d'été ainsi qu'un centre commercial.

## Géographie

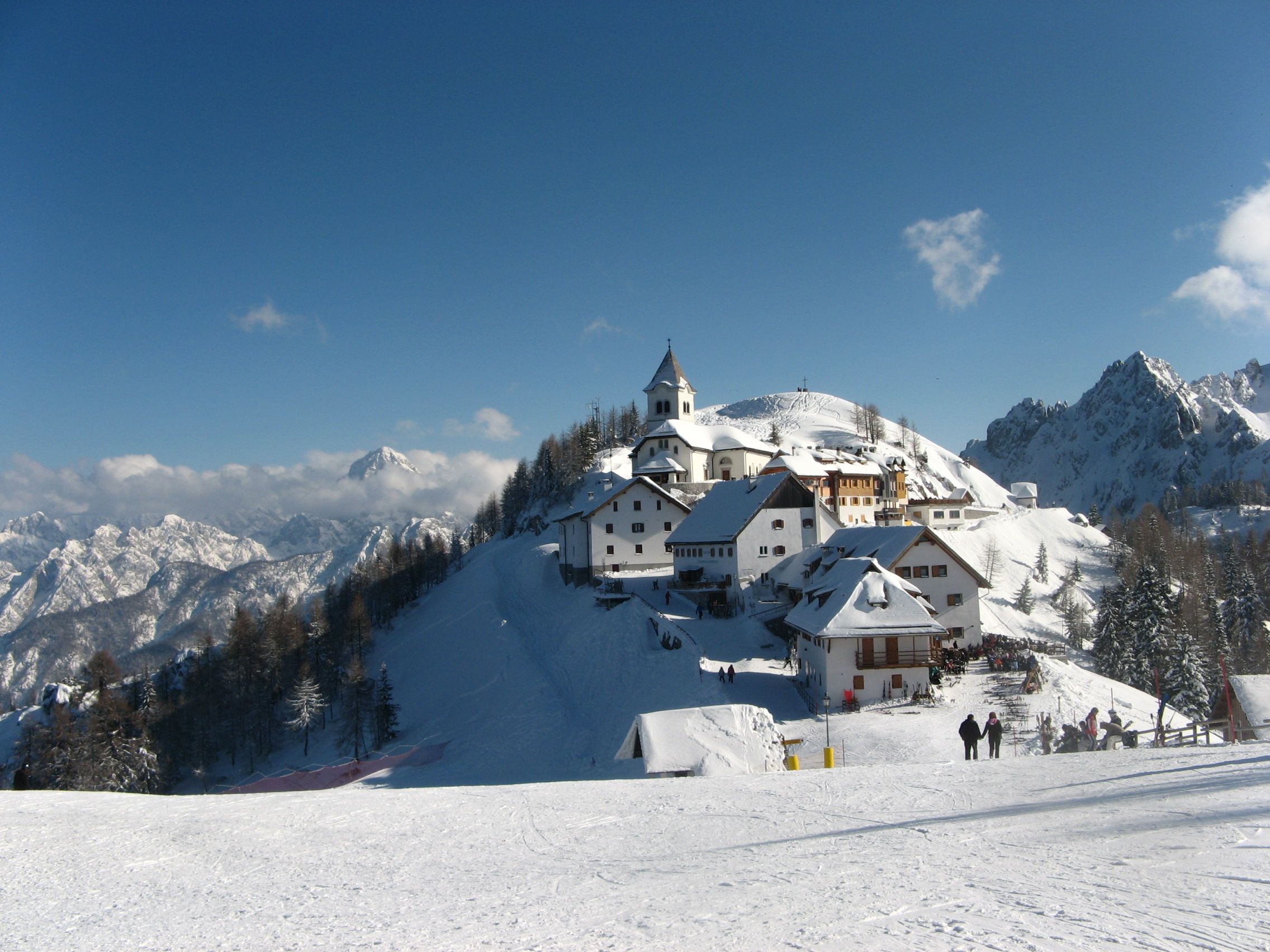
Sanctuaire du Mont Lussari.

La ville est située à une altitude d'environ 750 mètres dans la partie orientale de la val Canale, au-delà de la ligne de partage des eaux entre la mer Adriatique (les rivières Fella et Tagliamento) et la mer Noire, qui passe au col de Camporosso à l'ouest. Le bourg de Tarvisio est arrosé par la rivière Slizza (Gailitz), qui descend du col de Nevea, traverse le lac de Predil et, après Tarvisio, pénètre en Autriche à Arnoldstein et se jette dans la Gail, affluent de la Drave. Les lacs de Fusine sont aussi sur le territoire communal qui accueille un parc naturel.
La vallée sépare les Alpes carniques, au nord, des Alpes juliennes au sud et des Karavanke à l'est ; elle est traversée par l'autoroute italienne A23 et la voie ferrée Pontebbana.
Le territoire communal de Tarvisio est limitrophe de l'Autriche et de la Slovénie ; le tripoint se trouve sur le sommet du Monte Forno (it) (Ofen en allemand, Peč en slovène) dans les Karavanke.

## Histoire
La commune a des origines romaines ; on peut imaginer que le nom se réfère aux peuples celtes des Taurisques (Taurisci)[réf. nécessaire]. Depuis 976, la vallée faisait partie du duché de Carinthie créé par l'empereur Otton II.

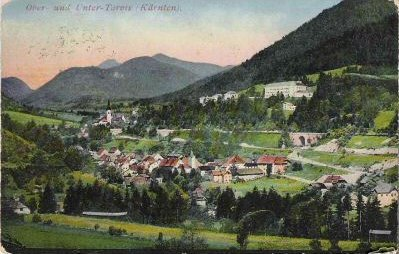
Tarvis en 1915.

Après que Henri II, roi des Romains, avait fondé le diocèse de Bamberg au synode de Francfort le 1er novembre 1007, il céda la val Canale et les domaines le long de la Slizza jusqu'à Arnoldstein à son neveu et partisan, l'évêque Eberhard. La vallée resta en mains des princes-évêques de Bamberg jusqu'en 1759. 
Déjà en 1571, Tarvis obtint le droit de tenir marché lors de la fête de Saint Barthélemy. Elle fut un centre d'industrie du fer et un des principaux lieux de transit vers la frontière avec les domaines frioulans de la république de Venise à Pontebba.
Le territoire réintégra la Carinthie et la monarchie de Habsbourg sous le règne de l'impératrice Marie-Thérèse. La commune a reçu les droits de ville en 1909. Après la Première Guerre mondiale et la conclusion du traité de Saint-Germain en 1919, Tarvisio est intégrée au royaume d'Italie.

## Administration
| Période                                  | Période | Identité          | Étiquette                          | Qualité |
| ---------------------------------------- | ------- | ----------------- | ---------------------------------- | ------- |
| Les données manquantes sont à compléter. |         |                   |                                    |         |
| 1993                                     | 1997    | Carlo Toniutt     | Liste civique                      | Maire   |
| 1997                                     | 2002    | Baritussio Franco |                                    | Maire   |
| 2002                                     | 2007    | Baritussio Franco |                                    | Maire   |
| 2007                                     | 2012    | Renato Carlantoni | Alliance nationale et Forza Italia | Maire   |
| 2012                                     | 2017    | Renato Carlantoni | Le Peuple de la liberté            | Maire   |
| 2017                                     |         | Renzo Zanette     | Forza Italia et Ligue du Nord      | Maire   |

### Hameaux
Tarvisio Centrale, Coccau, Fusine in Val Romana, Cave del Predil, Camporosso, Rutte

### Communes limitrophes
Chiusaforte, Malborghetto Valbruna, Arnoldstein, Hohenthurn, Kranjska Gora, Bovec.

## Économie
La ville vit de l'élevage de montagne avoisinant, du tourisme d'hiver et d'été et du centre international de commerce.

## Culture
- Musée de Cave del Predil.
- Sanctuaire du Monte Santo di Lussari (it).
- Lacs de Fusine.
- Lac du Predil (ou Raibler See).
- Fête de Saint-Nicolas et les Krampus.
- Festival international de musique "No Borders Music Festival".

Cette commune est quadrilingue : italien, frioulan, slovène et allemand, ce qui est rare en Europe.

## Sports
- Tremplin des frères Nogara (it) : tremplin de saut à ski, de 100 mètres.
- Station de sports d'hiver et d'été internationale.